# Карабута Олександр Петрович
Олександр Петрович Карабута (нар. 3 березня 1974, Харків, УРСР) — радянський та український футболіст, нападник, який раніше виступав за «Металіст», «Карпати» (Львів) та інші українські клуби. Станом на 2017 рік виступав у ветеранських командах чемпіонату Харкова.

## Життєпис

### 1991—1994
Кар'єру гравця нападник розпочав у «Металісті». В останньому чемпіонаті СРСР Олександр провів декілька ігор за дублюючий склад команди. Дебют Карабути в основному складі відбувся 4 вересня 1991 року в першому матчі 1/16 кубка СРСР в Намангані. Нападник вийшов на поле замість захисника Андрія Шинкарьов, але для команди все закінчилося поразкою з рахунком 0:2 від місцевого «Навбахора» (в матчі-відповіді «Металіст» виграв з рахунком 3:0 і пройшов в наступну стадію розіграшу кубка, в якому відмовився від участі разом з іншими українськими командами на стадії 1/4 фіналу).
Дебют нападника в основному складі в матчі чемпіонату країни відбувся в четвертому турі першого чемпіонату України. 23 березня 1992 року Карабута вийшов на заміну на 75-ій хвилині замість досвідченого Гурама Аджоєва (який перед цим не реалізував пенальті) в домашньому матчі з «Буковиною». Олександр нічим не відзначився і не допоміг партнерам здобути перемогу - 0:0. До кінця чемпіонату Карабута взяв участь ще в 7-ми матчах, лише двічі провівши на полі всі 90 хвилин. Незважаючи на те, що шанси відзначитися у нападника були (зокрема, у виїзному матчі з «Нафтовиком» його удар відбила перекладина), він так і не зміг забити свій перший м'яч у професійній кар'єрі. Та ж ситуація була в Олександра і в кубку України: 3 матчі, 0 голів (в домашньому матчі 1/4 фіналу з тим же «Нафтовиком» Карабута не влучив з двох метрів у порожні ворота, а в повторному не реалізував вихід один на один, після чого був замінений ще в першому таймі). 
У наступному чемпіонаті молодого нападника продовжували переслідувати невдачі: він взяв участь в 26 матчах (в основному виходячи на заміну в самій кінцівці матчу), проте жодної зі своїх нагод забити гол реалізувати не зміг. 13 червня 1993 року в передостанньому 29-му турі в домашньому матчі з «Кременем», м'яч після удару Карабути влетів в сітку під поперечиною, проте суддя гол відмінив - офсайд. Але Карабута свого домігся в Кубку. 7 жовтня 1993 року Олександра забивши п'ятий, останній гол у ворота «Поліграфтехніки» в домашньому матчі, все-таки забив свій перший гол за «Металіст», причому зробив це буквально першим торканням після виходу на заміну. У вересні-жовтні 1992 року Карабута провів три матчі в складі фарм-клубу «Металіста» - харківському «Олімпіку». Однак і в перехідній лізі, забити м'яч Олександру не вдалося.
Перший свій м'яч у чемпіонаті країни Карабута забив в наступному сезоні. 14 листопада 1993 року в виїзному матчі з «Таврією» Олександр ефектно підставив п'яту після удару Андрія Шинкарьов зі штрафного. Однак навряд чи, той гол приніс задоволення нападаючому, до того моменту рахунок був 6:0 не на користь гостей, а закінчилося все 7:1. Уже в наступному турі Карабута забиває ще, причому відразу два голи, які дозволили «Металісту» здобути перемогу над «Кременем» з рахунком 3:2. У весняній частині чемпіонату Олександр міг зробити ще один дубль, проте його другий гол у ворота вінницької «Ниви» в 25-му турі суддя скасував через сумнівний офсайд (в результаті «Металіст» програв, 1:2). Незважаючи на велику кількість втрачених можливостей Карабута в тому сезоні був одним з найкращих гравців «Металіста» і навіть з п'ятьма забитими м'ячами розділив «звання» найкращого бомбардира команди з Віталієм Пушкуцою. Однак команда зайняла останнє місце в чемпіонаті і вирушила в першу лігу.

### 1994—1998
«Металісту» не вдалося відразу повернутися в елітний дивізіон, більш того - команда була середняком дивізіону і зайняла не високе десяте місце. Карабута пропустив всього три матчі. Звично не реалізувавши безліч можливостей, Олександр забив всього 6 м'ячів. Щоправда більше вдалося забити лише В'ячеславу Суворову, який став третім за результативністю бомбардиром ліги з 16-ма голами. У наступному сезоні команда вже ледь не вирушила в другу лігу. «Металіст», який вів весь сезон боротьбу за виживання, зайняв 19-те місце з 22-ох учасників першості. Однак, Олександр проводить прекрасний сезон і стає найкращим бомбардиром команди вдруге (тепер одноосібно). У проведених ним 40 матчах нападник вражав ворота суперників 13 разів (в тому числі 4 дублі). У другому колі Олександру було довірено капітанську пов'язку.
У наступному сезоні Карабута не знизив своєї результативності - 13 голів в 42 матчах (в тому числі два дублі) і він знову найкращий бомбардир команди. Капітанську пов'язку Олександр віддав повернувся в команду з львівських «Карпат» ветерану Івану Панчишину. «Металіст» під керівництвом нового тренера Михайла Фоменка виступив набагато краще: 12 місце при 24 учасниках першості. В останньому турі першості нападник, який вийшов на заміну на 80-ій хвилині отримав першу в своїй кар'єрі червону картку. На 85-й хвилині виїзного матчу з ФК «Черкасами», він був видалений з поля за фол останньої надії проти Сергія Гулого, і через дві хвилини господарі поля зрівняли рахунок (матч так і закінчився внічию 1:1).
У наступній першості «Металіст» добився істотно прогресу і зміг нарешті повернутися у вищу лігу, посівши третє місце в першій лізі. Олександр з 7 м'ячами був третім за результативністю бомбардиром команди й зробив вагомий внесок у досягнення мети.

### 1998—2000
Після поверненню «Металіста» до вищої ліги, Карабута втратив місце в основному складі. У сезоні 1998/99 років він провів лише 17 матчів, в основному виходячи на заміну наприкінці матчу. Нападаючий запам'ятався купою втрачених моментів і двома забитими м'ячами. Після завершення чемпіонату нападник був відправлений в оренду в охтирський «Нафтовик». У складі охтирців Олександр дебютував 25 липня 1999 року в домашньому матчі з ЦСКА-2. Саме Карабута зрівняв рахунок в матчі на 76-ій хвилині, реалізувавши пенальті (матч так і закінчився, 1:1). Карабута був штатним пенальтистом команди, і в першому колі забив вісім м'ячів (чотири з пенальті; два пенальті Олександр не реалізував) в 17-ти матчах. Домашні матчі «Нафтовик» проводив у Ромнах, і за місцеву команду «Електрон», яка була фарм-клубом охтирчан, Олександр також провів один матч. У другому колі чемпіонату нападаючий повертається в «Металіст».
Однак в основному складі «Металіста» Карабута провів лише два матчі: кубковий з «Нивою» (Вінниця) і домашній матч чемпіонату з «Шахтарем» (Донецьк). Догравав сезон Олександр у другій лізі в «Металісті-2». По його завершенні нападник був змушений шукати новий клуб.
Всього за «Металіст» Карабута провів 264 офіційних матчі, в яких забив 51 гол і станом на початок 2011 року мтав 7-им за результативністю бомбардиром команди за всю її історію.

### 2000—завершення кар'єри
Після відходу з «Металіста» Карабута змінив ще 5 клубів і лише в Сумах затримався більше одного сезону. За основний склад «Карпат» Олександр зіграв 34 хвилини (в тому числі 5 хвилин проти «Металіста»), у «Прикарпатті» - 106 хвилин (проте в першому ж матчі відзначився голом у ворота луцької «Волині». Матч завершився перемогою «Прикарпаття», 1:0). Знову розкритися нападнику вдалося в Сумах, куди він перейшов у другій половині сезону 2001/02 років.
У другій лізі Карабуті вдався перший в його кар'єрі хет-трик. 8 травня 2002 року в домашньому матчі з «Ворсклою-2» нападник приніс своїй команді перемогу забивши м'ячі на 72, 79 і 90 хвилинах (матч завершився перемогою ФК «Сум» з рахунком 4:1). В останньому матчі того сезону Олександр вдався ще один хет-трик - цього разу постраждав клуб «Торпедо» (Запоріжжя) (матч закінчився перемогою сум'ян 4:2). У першій лізі Карабута вже не був беззастережним гравцем основи, проте взяв участь в 20 матчах (в яких вражав ворота суперників 4 рази). Після завершення сезону Олександр повертається до Харкова, в «Геліос», який щойно заявився для участі в другій лізі. У «Геліосі» Карабута разом зі Сергієм Канадуровим були найбільш досвідченими гравцями. Незважаючи на те, що нападник взяв участь в 28-ми поєдинках, він відзначився лише 4 рази. Матч 20 червня 2004 року «Геліос» - «Дніпро-2» (4:1) став останнім для Олександра в професійній кар'єрі.
Після закінчення професійної кар'єри Олександр не залишив футбол і продовжив виступи на аматорському рівні у вищій і першій лігах чемпіонату Харківської області з футболу, де незмінно входив до списків найкращих бомбардирів. У 2010 році брав участь в чемпіонат Харкова серед ветеранів.

## Досягнення
- Друга ліа чемпіонату України
  -  Чемпіон (1): 2001/02

## Статистика
| Клуб                        | Сезон       | Чемпіонат | Чемпіонат | Кубок | Кубок | Європа/Інше | Європа/Інше | Загалом | Загалом |
| Клуб                        | Сезон       | Матчі     | Голи      | Матчі | Голи  | Матчі       | Голи        | Матчі   | Голи    |
| --------------------------- | ----------- | --------- | --------- | ----- | ----- | ----------- | ----------- | ------- | ------- |
| Металіст                    | 1991        | 0         | 0         | 1     | 0     | 0           | 0           | 1       | 0       |
| Металіст                    | 1992        | 8         | 0         | 3     | 0     | 0           | 0           | 11      | 0       |
| Металіст                    | 1992/93     | 26        | 0         | 7     | 1     | 0           | 0           | 33      | 1       |
| Металіст                    | 1993/94     | 30        | 5         | 2     | 0     | 0           | 0           | 32      | 5       |
| Металіст                    | 1994/95     | 39        | 6         | 1     | 0     | 0           | 0           | 40      | 6       |
| Металіст                    | 1995/96     | 40        | 13        | 1     | 1     | 0           | 0           | 41      | 14      |
| Металіст                    | 1996/97     | 42        | 13        | 1     | 0     | 0           | 0           | 43      | 13      |
| Металіст                    | 1997/98     | 36        | 7         | 4     | 1     | 0           | 0           | 40      | 8       |
| Металіст                    | 1998/99     | 17        | 2         | 4     | 2     | 0           | 0           | 21      | 4       |
| Металіст                    | 1999/00     | 1         | 0         | 1     | 0     | 0           | 0           | 2       | 0       |
| Металіст                    | За весь час | 239       | 46        | 25    | 5     | 0           | 0           | 264     | 51      |
| Олімпік (Харків)            | 1992/93     | 3         | 0         | 0     | 0     | 0           | 0           | 3       | 0       |
| Металіст-2                  | 1997/98     | 5         | 0         | 0     | 0     | 0           | 0           | 5       | 0       |
| Металіст-2                  | 1998/99     | 11        | 3         | 0     | 0     | 0           | 0           | 11      | 3       |
| Металіст-2                  | 1999/00     | 10        | 0         | 0     | 0     | 0           | 0           | 10      | 0       |
| Металіст-2                  | За весь час | 26        | 3         | 0     | 0     | 0           | 0           | 26      | 3       |
| Нафтовик (Охтирка)          | 1999/00     | 17        | 8         | 0     | 0     | 0           | 0           | 17      | 8       |
| Електрон (Ромни)            | 1999/00     | 1         | 0         | 0     | 0     | 0           | 0           | 1       | 0       |
| Карпати (Львів)             | 2000/01     | 3         | 0         | 0     | 0     | 0           | 0           | 3       | 0       |
| Карпати-2                   | 2000/01     | 15        | 2         | 0     | 0     | 0           | 0           | 15      | 2       |
| Прикарпаття (І.-Франківськ) | 2001/02     | 3         | 1         | 0     | 0     | 0           | 0           | 3       | 1       |
| Енергетик (Бурштин)         | 2001/02     | 1         | 0         | 0     | 0     | 0           | 0           | 1       | 0       |
| Спартак (Суми)              | 2001/02     | 16        | 8         | 0     | 0     | 0           | 0           | 16      | 8       |
| Спартак (Суми)              | 2002/03     | 20        | 4         | 2     | 1     | 0           | 0           | 22      | 5       |
| Спартак (Суми)              | За весь час | 36        | 12        | 2     | 1     | 0           | 0           | 38      | 13      |
| Геліос                      | 2003/04     | 28        | 4         | 1     | 0     | 0           | 0           | 29      | 4       |
| За весь час                 | За весь час | 372       | 76        | 28    | 6     | 0           | 0           | 400     | 82      |